# Сльонсько
Сльонсько (пол. Śląsko) — село в Польщі, у гміні Ліпсько Ліпського повіту Мазовецького воєводства.
Населення — 191 особа (2011).
У 1975-1998 роках село належало до Радомського воєводства.

## Демографія
Демографічна структура станом на 31 березня 2011 року:
|          | Загалом | Допрацездатний вік | Працездатний вік | Постпрацездатний вік |
| -------- | ------- | ------------------ | ---------------- | -------------------- |
| Чоловіки | 94      | 20                 | 60               | 14                   |
| Жінки    | 97      | 20                 | 54               | 23                   |
| Разом    | 191     | 40                 | 114              | 37                   |